# Rutaceae
Rutaceele (latină Rutaceae) sunt arbuști sau plante erbacee, cu frunze simple sau compuse, cu dispoziție alternă. În frunze se găsesc numeroase glande cu uleiuri aromatice, vizibile prin transparență, ca puncte străvezii. Florile au 2 cicluri de stamine. Gineceul este format din 5 - 3 carpele, cu ovarul superior. Discul nectarifer este bine dezvoltat și adeseori se ridică sub forma unui ginofor. Fructul este capsulă sau bacă. 
Familia Rutaceae cuprinde aproximativ 1800 de specii, cu răspândire de la zona mediteraneană până la cea tropicală.

## Specii din România
Flora României conține 9 specii ce aparțin la 6 genuri:
- Citrus aurantium = Portocal de Sevilla
- Citrus limon = Lamâi
- Citrus sinensis = Portocal
- Dictamnus albus = Frăsinel
- Haplophyllum patavinum
- Haplophyllum suaveolens
- Phellodendron amurense = Arbore de plută
- Ptelea trifoliata
- Ruta graveolens = Virnanț

## Genuri
Lista genurilor
- Acmadenia
- Acradenia
- Acronychia
- Adenandra
- Adiscanthus
- Aegle
- Aeglopsis
- Afraegle
- Afraurantium
- Agathosma
- Almeidea
- Amyris
- Andreadoxa
- Angostura
- Apocaulon
- Asterolasia
- Atalantia
- Balfourodendron
- Balsamocitrus
- Boenninghausenia
- Boronella
- Boronia
- Bosistoa
- Bottegoa
- Bouchardatia
- Brombya
- Burkillanthus
- Calodendrum
- Casimiroa
- Cedrelopsis
- Chloroxylon
- Choisya
- Chorilaena
- Citropsis
- Citrus
- Clausena
- Cneoridium
- Cneorum
- Coatesia
- Coleonema
- Comptonella
- Conchocarpus
- Correa
- Crossosperma
- Crowea
- Decagonocarpus
- Decatropis
- Decazyx
- Desmotes
- Dictamnus
- Dictyoloma
- Dinosperma
- Diosma
- Diplolaena
- Drummondita
- Dutailliopsis
- Dutaillyea
- Empleurum
- Eriostemon
- Ertela
- Erythrochiton
- Esenbeckia
- Euchaetis
- Euodia
- Euxylophora
- Fagaropsis
- Flindersia
- Galipea
- Geijera
- Geleznowia
- Glycosmis
- Halfordia
- Haplophyllum
- Harrisonia
- Helietta
- Hortia
- Ivodea
- Leionema
- Leptothyrsa
- Limonia
- Lubaria
- Lunasia
- Luvunga
- Maclurodendron
- Macrostylis
- Medicosma
- Megastigma
- Melicope
- Merope
- Merrillia
- Metrodorea
- Microcybe
- Micromelum
- Monanthocitrus
- Muiriantha
- Murraya
- Myrtopsis
- Naringi
- Naudinia
- Nematolepis
- Neobyrnesia
- Neoraputia
- Neoschmidea
- Nycticalanthus
- Orixa
- Pamburus
- Paramignya
- Peltostigma
- Pentaceras
- Perryodendron
- Phebalium
- Phellodendron
- Philotheca
- Phyllosma
- Picrella
- Pilocarpus
- Pitavia
- Pitaviaster
- Platydesma
- Pleiospermium
- Plethadenia
- Polyaster
- Pseudiosma
- Psilopeganum
- Ptaeroxylon
- Ptelea
- Raputia
- Raputiarana
- Rauia
- Raulinoa
- Ravenia
- Raveniopsis
- Rhadinothamnus
- Ruta
- Rutaneblina
- Sarcomelicope
- Sheilanthera
- Sigmatanthus
- Skimmia
- Sohnreyia
- Spathelia
- Spiranthera
- Stauranthus
- Swinglea
- Tetractomia
- Tetradium
- Thamnosma
- Ticorea
- Toddalia
- Toxosiphon
- Triphasia
- Wenzelia
- Vepris
- Zanthoxylum
- Zieria